# Mark Ormrod
Mark Ormrod (Adelaida (Australia), 1 de diciembre de 1982) es un atleta australiano, especializado en la prueba de 4x400 m en la que llegó a ser subcampeón olímpico en 2004.

## Carrera deportiva
En los JJ. OO. de Atenas 2004 ganó la medalla de plata en los relevos 4x400 metros, con un tiempo de 3:00.60 segundos, tras Estados Unidos y por delante de Nigeria, siendo sus compañeros de equipo: John Steffensen, Patrick Dwyer y Clinton Hill.

## Palmarés internacional
| Juegos Olímpicos | Juegos Olímpicos | Juegos Olímpicos | Juegos Olímpicos |
| Año              | Lugar            | Medalla          | Prueba           |
| ---------------- | ---------------- | ---------------- | ---------------- |
| 2004             | Atenas (Grecia)  | Medalla de plata | 4x400 metros     |